# 去水醋酸
脫水乙酸（去水醋酸，簡稱DHAA或DHA，常被誤譯爲“脫氫乙酸”，而dehydro-是“脫水”，非dehydrogen-“脫氫”）是一種常用的防腐劑，是吡喃酮的衍生物。由二乙烯酮在碱性条件下缩合制备。脫水乙酸本身沒有氣味，是無色到白色的結晶粉末，不溶於水，可溶於大部份的有機溶劑

## 製備
去水醋酸可以用二乙烯酮的二聚作用來製備，以鹼作為催化劑。常用的催化有機鹼有咪唑、1,4-二氮杂二环［2.2.2］辛烷（DABCO）和吡啶。

## 用途
去水醋酸的用途如下：
- 作為杀真菌剂和杀菌药。其钠盐脱水乙酸钠對水的溶解度較高，因此常會用脱水乙酸钠代替脱水乙酸。
- 作為南瓜屬和草莓類食物的保鮮劑[4]。去水醋酸作為食品添加物時，其食品添加剂国际编码系统或E编码是265。
- 合成樹脂的塑化劑[5]。
- 牙膏中的抗酶。
- 二甲基-4-吡啶酮的前體。去水醋酸接觸到有一級胺的水溶液時，會合成二甲基-4-吡啶酮[6]。

## 參照
1. ↑  Jilalat, Alae Eddine;  et al. . Journal Marocain de Chimie Hétérocyclique. 2017, 16 (1): 1–47  [July 3, 2017]. ISSN 1114-7792.
2. ↑  Raimund Miller, Claudio Abaecherli, Adel Said, Barry Jackson. "Ketenes". In Ullmann's Encyclopedia of Industrial Chemistry. 2001, Wiley-VCH, Weinheim. doi: 10.1002/14356007.a15_063
3. ↑  Clemens, Robert J.; Witzeman, J. Stewart. Agreda, Victor H.; Zoeller, Joseph R. , 编. . New York: Marcel Dekker, Inc. 1993: 202. ISBN 9780824787929.
4. ↑  Harold William Rossmoore. Handbook of Biocide and Preservative Use, p. 341. ISBN 0-7514-0212-5
5. ↑  Cook, Denys. . Canadian Journal of Chemistry. 1963, 41 (6): 1435–1440. doi:10.1139/v63-195 .